# Al-Yaarubiyah
Al-Yaarubiyah (tiếng Ả Rập: اليعربية) (tiếng Kurd: Tilkoçer) là một thị trấn ở tỉnh al-Hasakah, Syria. Theo Cục Thống kê Trung ương Syria (CBS), Al-Yaarubiyah có dân số 6.066 trong cuộc điều tra dân số năm 2004. Đây là trung tâm hành chính của một nahiyah ("cấp dưới") bao gồm 62 địa phương    với tổng dân số 39.459 trong năm 2004.
Dân số của nó chủ yếu là người Ả Rập từ bộ lạc Shammar. Trong cuộc Nội chiến Syria, thị trấn ban đầu nằm dưới sự kiểm soát của phiến quân thánh chiến bao gồm Mặt trận al-Nusra và Nhà nước Hồi giáo Iraq và Levant, nhưng sau đó đã bị YPG bắt giữ.

## Trạm biên phòng
Thị trấn là đồn biên phòng giữa Pháp-Syria và Anh-Iraq và có một nhà ga trên tuyến đường sắt Baghdad. 

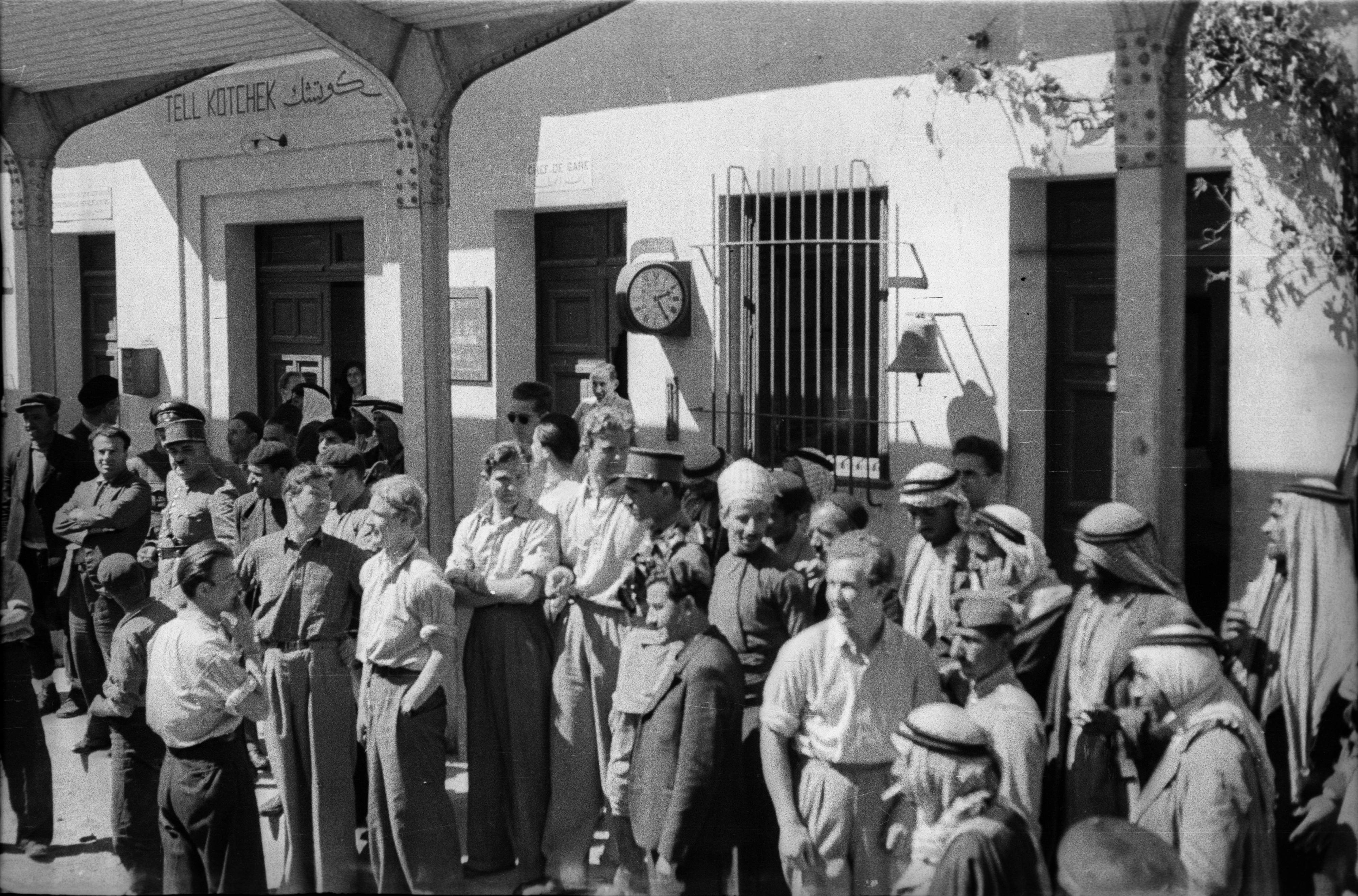
Người Đức, người Na Uy, các quan chức thực dân Pháp-Syria và những người khác tại nhà ga xe lửa ở Tell Kotchek, 1940.

Nó được kết đôi bởi Rabia ở phía biên giới Iraq.